# タイソン・ミラー
タイソン・マーカス・ミラー（Tyson Marcus Miller, 1995年7月29日 - ）は、アメリカ合衆国カリフォルニア州ソラノ郡フェアフィールド出身のプロ野球選手（投手）。右投右打。MLBのシカゴ・カブス傘下所属。

## 経歴

### プロ入りとカブス時代
2016年のMLBドラフト4巡目（全体134位）でシカゴ・カブスから指名され、プロ入り。契約後、傘下のルーキー級アリゾナリーグ・カブスでプロデビュー。A-級ユージーン・エメラルズでもプレーし、2球団合計で8試合（先発5試合）に登板して2勝1敗、防御率3.14、17奪三振を記録した。
2017年はA級サウスベンド・カブスでプレーし、28試合（先発20試合）に登板して6勝7敗、防御率4.48、99奪三振を記録した。
2018年はA+級マートルビーチ・ペリカンズでプレーし、23試合に先発登板して9勝9敗、防御率3.54、126奪三振を記録した。
2019年はAA級テネシー・スモーキーズとAAA級アイオワ・カブスでプレーし、2球団合計で26試合に先発登板して7勝8敗、防御率4.35、123奪三振を記録した。オフの11月20日にルール・ファイブ・ドラフトでの流出を防ぐために40人枠入りした。
2020年8月17日にメジャー初昇格を果たし、同日のセントルイス・カージナルスとのダブルヘッダー第2試合にて先発でメジャーデビュー（2回2失点で勝敗付かず）。この年メジャーでは2試合（先発1試合）に登板して防御率5.40だった。
2021年は5月のマイナーリーグ開幕からAAA級アイオワでプレーしていたが、5月30日にDFAとなった。

### レンジャーズ時代
2021年6月4日にウェイバー公示を経てテキサス・レンジャーズへ移籍した。移籍後は傘下のAAA級ラウンドロック・エクスプレスへ配属された。6月18日にDFAとなり、20日にマイナー契約となった。この年はメジャー昇格は無く、移籍前を含めたマイナー2球団合計で23試合（先発10試合）に登板して5勝3敗、防御率3.23、65奪三振を記録した。
2022年の開幕はAAA級ラウンドロックで迎えた。メジャー契約を結んでアクティブ・ロースター入りした。6月16日にマイナー契約となってAAA級ラウンドロックへ降格した。9月11日に再びメジャー契約を結んでアクティブ・ロースター入りした。この年メジャーでは4試合（先発2試合）に登板して1勝2敗、防御率10.97、8奪三振を記録した。

### ブルワーズ時代
2022年11月10日にウェイバー公示を経てミルウォーキー・ブルワーズへ移籍した。ブルワーズでは7試合に登板するも、防御率5.79という成績に終わった。7月8日にDFAとなった。

### ドジャース時代
2023年7月12日に金銭トレードでロサンゼルス・ドジャースに移籍し、2日後に傘下AAA級オクラホマシティ・ドジャースに配属され、26日にアクティブロースター入りした。翌27日の対トロント・ブルージェイズ戦に登板したものの、2回を投げ、被安打3、1四球、2失点とアピールできず、試合後に降格となり、8月2日にDFAとなった。

### メッツ時代
2023年8月4日にウェイバー公示を経てニューヨーク・メッツに移籍した。移籍後は、同日中に傘下AAA級シラキュース・メッツに配属され、12日にアクティブロースター入りした。その2日後の対ピッツバーグ・パイレーツ戦に登板し、2回を投げ、2つの四球を与えたものの無失点と好投し、この年唯一の勝利投手となった。しかし、同球団ではこの1試合のみの登板に終わり、23日に再びDFAとなった。

### ドジャース復帰
2023年8月27日にウェイバー公示を経て、ドジャースに復帰した。復帰した翌日にアクティブロースター入りし、1試合に登板するも、2日後にこの年3度目のDFAとなり、9月1日にAAA級オクラホマシティに配属された。レギュラーシーズン終了後の10月4日にFAとなった。

### マリナーズ時代
2023年11月2日にシアトル・マリナーズにマイナー契約を結び、同日中に傘下AAA級タコマ・レイニアーズに配属された。2024年4月8日にメジャー契約を結んでアクティブ・ロースター入りした。マリナーズでは9試合に登板し防御率3.09を記録したが、5月10日にDFAとなった。

### カブス復帰
2024年5月13日にジェイク・スローターとのトレードでシカゴ・カブスへ移籍した。
2025年は開幕から15日間の負傷者リストに入り、5月13日に60日間の負傷者リストに移行、6月5日にDFAとなり、11日にマイナー契約を受け入れてAAA級アイオワ・カブスに降格した。

## 詳細情報

### 年度別投手成績
| 年 度    | 球 団    | 登 板 | 先 発 | 完 投 | 完 封 | 無 四 球 | 勝 利 | 敗 戦 | セ 丨 ブ | ホ 丨 ル ド | 勝 率 | 打 者 | 投 球 回 | 被 安 打 | 被 本 塁 打 | 与 四 球 | 敬 遠 | 与 死 球 | 奪 三 振 | 暴 投 | ボ 丨 ク | 失 点 | 自 責 点 | 防 御 率 | W H I P |
| -------- | -------- | ----- | ----- | ----- | ----- | -------- | ----- | ----- | -------- | ----------- | ----- | ----- | -------- | -------- | ----------- | -------- | ----- | -------- | -------- | ----- | -------- | ----- | -------- | -------- | ------- |
| 2020     | CHC      | 2     | 1     | 0     | 0     | 0        | 0     | 0     | 0        | 0           | ----  | 20    | 5.0      | 2        | 1           | 3        | 0     | 0        | 0        | 0     | 1        | 3     | 3        | 5.40     | 1.00    |
| 2022     | TEX      | 4     | 2     | 0     | 0     | 0        | 1     | 2     | 0        | 0           | .333  | 56    | 10.2     | 16       | 1           | 8        | 0     | 2        | 8        | 0     | 0        | 14    | 13       | 10.97    | 2.55    |
| 2023     | MIL      | 7     | 0     | 0     | 0     | 0        | 0     | 0     | 0        | 0           | ----  | 41    | 9.1      | 9        | 2           | 3        | 0     | 1        | 7        | 1     | 0        | 6     | 6        | 5.79     | 1.29    |
| 2023     | NYM      | 1     | 0     | 0     | 0     | 0        | 1     | 0     | 0        | 0           | 1.000 | 8     | 2.0      | 0        | 0           | 2        | 0     | 0        | 0        | 0     | 0        | 0     | 0        | 0.00     | 1.00    |
| 2023     | LAD      | 2     | 0     | 0     | 0     | 0        | 0     | 0     | 0        | 0           | ----  | 15    | 4.0      | 4        | 0           | 1        | 0     | 0        | 3        | 1     | 0        | 2     | 2        | 4.50     | 1.25    |
| '23計    | LAD      | 10    | 0     | 0     | 0     | 0        | 1     | 0     | 0        | 0           | 1.000 | 64    | 15.1     | 13       | 2           | 6        | 0     | 1        | 10       | 2     | 0        | 8     | 8        | 4.70     | 1.24    |
| 2024     | SEA      | 9     | 0     | 0     | 0     | 0        | 0     | 0     | 0        | 1           | ----  | 45    | 11.2     | 8        | 2           | 1        | 0     | 1        | 12       | 0     | 0        | 5     | 4        | 3.09     | 0.77    |
| 2024     | CHC      | 49    | 0     | 0     | 0     | 0        | 5     | 1     | 1        | 14          | .833  | 190   | 50.1     | 31       | 5           | 10       | 0     | 4        | 42       | 0     | 0        | 13    | 12       | 2.15     | 0.81    |
| '24計    | CHC      | 58    | 0     | 0     | 0     | 0        | 5     | 1     | 1        | 15          | .833  | 235   | 62.0     | 39       | 7           | 11       | 0     | 5        | 54       | 0     | 0        | 18    | 16       | 2.32     | 0.81    |
| MLB：4年 | MLB：4年 | 74    | 3     | 0     | 0     | 0        | 7     | 3     | 1        | 15          | .700  | 375   | 93.0     | 70       | 11          | 28       | 0     | 8        | 72       | 2     | 1        | 43    | 40       | 3.87     | 1.05    |

- 2024年度シーズン終了時
- 「-」は記録なし

### 年度別守備成績
| 年 度 | 球 団 | 投手（P） | 投手（P） | 投手（P） | 投手（P） | 投手（P） | 投手（P） |
| 年 度 | 球 団 | 試 合     | 刺 殺     | 補 殺     | 失 策     | 併 殺     | 守 備 率  |
| ----- | ----- | --------- | --------- | --------- | --------- | --------- | --------- |
| 2020  | CHC   | 2         | 0         | 2         | 0         | 0         | 1.000     |
| 2022  | TEX   | 4         | 1         | 2         | 0         | 1         | 1.000     |
| 2023  | MIL   | 7         | 0         | 1         | 0         | 0         | 1.000     |
| 2023  | LAD   | 2         | 0         | 0         | 0         | 0         | ----      |
| 2023  | NYM   | 1         | 0         | 0         | 0         | 0         | ----      |
| '23計 | NYM   | 10        | 0         | 1         | 0         | 0         | 1.000     |
| 2024  | SEA   | 9         | 1         | 0         | 0         | 0         | 1.000     |
| 2024  | CHC   | 49        | 2         | 2         | 0         | 0         | 1.000     |
| '24計 | CHC   | 58        | 3         | 2         | 0         | 0         | 1.000     |
| MLB   | MLB   | 74        | 4         | 7         | 0         | 1         | 1.000     |

- 2024年度シーズン終了時

### 背番号
- 72（2020年）
- 76（2022年）
- 50（2023年 - 同年途中）
- 58（2023年途中 - 同年終了）
- 49（2024年）